# アルメニア空軍
アルメニア空軍（アルメニアくうぐん、アルメニア語: Հայաստանի Ռազմաօդային Ուժեր）は、アルメニアの空軍組織。

## 組織

### 航空隊
アルメニア空軍の飛行隊は、2個航空基地、教育航空飛行隊、航空警備司令部、並びに飛行場技術サービス大隊、航空修理企業から成る。
- 第15航空基地：ギュムリ
  - 攻撃機航空飛行隊：Su-25
  - 飛行場技術サービス大隊
  - 通信、レーダー部隊
- 第121航空基地：エレブニ
  - 独立ヘリ航空飛行隊：Mi-8
  - 独立ヘリ航空飛行隊：Mi-24
  - 独立航空飛行隊：輸送機
  - 飛行場技術サービス大隊
  - 通信中隊
  - 民間飛行場のインフラ
- 独立教育航空飛行隊：ギュムリ（L-39）、アルズニ（Mi-2）

軍用機の修理、近代化は、ギュムリの航空機修理工場で行われている。

### 防空部隊
現在、アルメニアの防空システムは、集団安全保障条約機構統合防空システムに統合されている。地対地ミサイル部隊を含む。
- 高射ミサイル旅団
- 2個高射ミサイル連隊
- 独立電波技術旅団：「プロチーヴニク-GE」、「ガンマ-D」等を装備
- 独立ミサイル支隊：R-17「スカッド」

## 装備

### 航空機
- 戦闘機Su-30SM x4[1]
- 攻撃機Su-25 x最大12[1]
- 教育・戦闘攻撃機Su-25UBK x1[1]
- 教育・訓練機L-39 x4[1]
- 教育・訓練機Yak-52 x10[1]
- 輸送機Il-76 x3[1]
- 輸送機A319CJ x1[1]
- 多目的攻撃ヘリMi-24 x11（Mi-24K x2、Mi-24P x7、Mi-24R x2）[1]
- 多目的ヘリMi-8（Mi-8MT x10、Mi-8MTV-5 x4） x14[1]
- 多目的ヘリ（空中指揮所）Mi-9 x2[1]
- 軽輸送ヘリMi-2 x7[1]

### 対空・対地ミサイル
- 高射ミサイルシステムS-300PT/PS[1]
- 空対空ミサイルR-73[1]
- 空対空ミサイルR-27R[1]